# Кузьма (деревня, Кезский район)
Кузьма — деревня в Кезском районе Удмуртской республики.

## География
Находится в северо-восточной части Удмуртии на расстоянии приблизительно 18 км на восток-северо-восток по прямой от районного центра поселка Кез.

## История
Известна с 1873 года как починок Усть-Кузминской с 5 дворами. В 1905 году учтен 21 двор, в 1920 — 28 (4 русских и 24 удмуртских), в 1924 (деревня Усть-Кузьма) — 22. Настоящее название с 1932 года. До 2021 года входила в состав Кузьминского сельского поселения.

## Население
Постоянное население составляло 43 человека (1873), 139 (1905), 133 (1924), 68 человек в 2002 году (русские 60 %, удмурты 40 %), 48 в 2012.